# Energia a la Xina

La producció d'energia primària i el consum de la Xina del 1980 al 2011

La política energètica a la Xina és el conjunt de les decisions adoptades per la República Popular de la Xina pel que fa a l'energia i els recursos energètics. El país és actualment el major emissor mundial de gasos amb efecte d'hivernacle d'acord amb una agència d'investigacions dels Països Baixos. No obstant això, a la Xina les emissions per capita segueixen molt per darrere de països desenvolupats. A més, Xina també és el productor mundial líder en energies renovables.
| Energia de la Xina   | Energia de la Xina | Energia de la Xina | Energia de la Xina | Energia de la Xina | Energia de la Xina | Energia de la Xina |
|                      | Capita             | Energia prim.      | Producció          | Importació         | Electricitat       | Emissió de CO₂     |
|                      | milió              | TWh                | TWh                | TWh                | TWh                | Mt                 |
| -------------------- | ------------------ | ------------------ | ------------------ | ------------------ | ------------------ | ------------------ |
| 2004                 | 1.296              | 18.717             | 17.873             | 1.051              | 2.055              | 4.732              |
| 2007                 | 1.320              | 22.746             | 21.097             | 1.939              | 3.073              | 6.028              |
| 2008                 | 1.326              | 24.614             | 23.182             | 2.148              | 3.252              | 6.508              |
| 2009                 | 1.331              | 26.250             | 24.248             | 3.197              | 3.503              | 6.832              |
| 2010                 | 1.338              | 28.111             | 25.690             | 3.905              | 3.938              | 7.270              |
| Variació del 2004-10 | 3,3%               | 50%                | 44%                | 272%               | 92%                | 54%                |
| 85%                  |                    |                    |                    |                    |                    |                    |

## El Medi ambient i les emissions de carboni

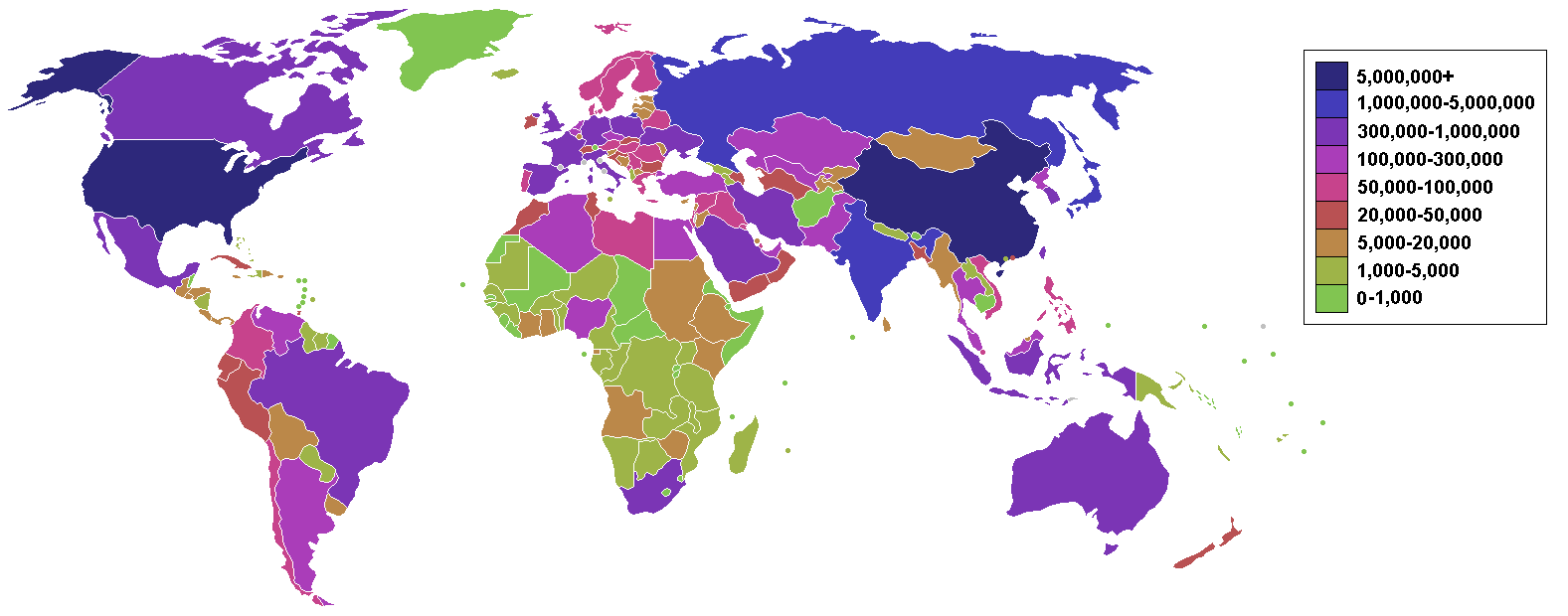
Països per emissions de diòxid de carboni (blau el més alt)

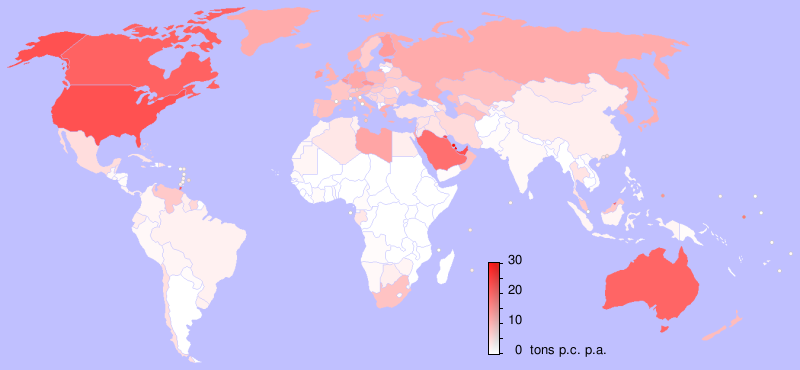
CO₂ les emissions de CO2 per capita a l'any per país

A partir del treball de l'IPCC AR4, 2007.on 19 de juny 2007, l'Agència d'Avaluació Ambiental dels Països Baixos va anunciar que un estudi preliminar havia indicat que les emissions de gasos amb efecte d'hivernacle de la Xina per a l'any 2006 havia superat les dels Estats Units per primera vegada. L'agència calcula que les emissions de CO2 de la Xina a partir de combustibles fòssils ha augmentat en un 9% en 2006, mentre que les dels Estats Units van caure un 1,4%, en comparació de 2005. L'estudi va utilitzar l'energia i les dades de producció de ciment de la British Petroleum que creu que ser ?raonablement exacta?, mentre adverteix que les estadístiques per a la ràpida mutació de les economies com Xina són menys fiables que les dades sobre els països de l'OCDE.
La Primera Agència de Comunicació Nacional de Canvi Climàtic de la República Popular de la Xina calcula que les emissions de diòxid de carboni en 2004 havia augmentat a aproximadament 5050 milions de tones mètriques, amb les emissions totals de gasos amb efecte d'hivernacle aconseguint prop de 6,1 mil milions de tones equivalents de diòxid de carboni.
En 2002, la Xina va ocupar el lloc segon (després dels Estats Units) en la llista de països per les emissions de diòxid de carboni, amb emissions de 3,3 milions de tones mètriques, la qual cosa representa 14,5% del total mundial. No obstant això, a causa de la seva grandària enorme de població (la més gran del món), només va classificar 99 en la llista de països per les emissions de diòxid de carboni per capita, amb unes emissions de 3,2 tones mètriques per persona (enfront de 19,8 tones mètriques per persona als Estats Units). A més, s'ha estimat que al voltant d'un terç de les emissions de carboni de la Xina en 2005 es van deure a la fabricació dels béns exportats.

## Ús de l'energia i les emissions de carboni per sector
En el sector industrial, sis indústries ? la generació d'electricitat, acer, metalls no ferrosos, materials de construcció, processament de petroli i productes químics ? generen gairebé el 70% del consum d'energia.
En el sector de materials de construcció, la Xina va produir prop del 44% de ciment del món en 2006. La producció de ciment produeix més emissions de carboni que qualsevol altre procés industrial, que representa al voltant del 4% de les emissions globals de carboni.

## Pla Nacional d'Acció sobre el Canvi Climàtic
Encara que la Xina ha adoptat mesures sobre el canvi climàtic des de fa alguns anys, amb la publicació el 4 de juny de 2007, del Pla Nacional d'Acció sobre el Canvi Climàtic, Xina es va convertir al primer país en desenvolupament a publicar una estratègia nacional enfront de l'escalfament global. El pla de no inclou objectius de reducció d'emissions de diòxid de carboni, però s'ha estimat que, en cas d'aplicar-se plenament, les emissions anuals de la Xina de gasos amb efecte d'hivernacle es reduirien en 1.500 milions de tones de diòxid de carboni equivalent per 2010. Altres comentaristes, no obstant això, posen la xifra en 950 milions de tones mètriques.
La publicació es va anunciar oficialment durant una reunió del Consell d'Estat, que va demanar als governs i tots els sectors de l'economia per implementar el pla, i per al llançament d'una campanya pública de conscienciació i protecció ambiental.
El Pla Nacional d'Acció inclou l'augment de la proporció de la generació d'electricitat mitjançant fonts d'energia renovables i l'energia nuclear, l'augment de l'eficiència de les centrals elèctriques de carbó, l'ús de la cogeneració, i el desenvolupament de jaciments de carbó i la mina de carbó i metà.
A més, la política d'un només fill a la Xina ha aconseguit frenar l'augment de la població, la prevenció de 300 milions de naixements, l'equivalent d'1.300 milions de tones d'emissions de CO2 basada en la mitjana mundial per capita d'emissions de 4,2 tones al nivell de 2005.

## La Indústria d'Energia Elèctrica a la Xina.

producció anual d'energia elèctrica de la Xina per font

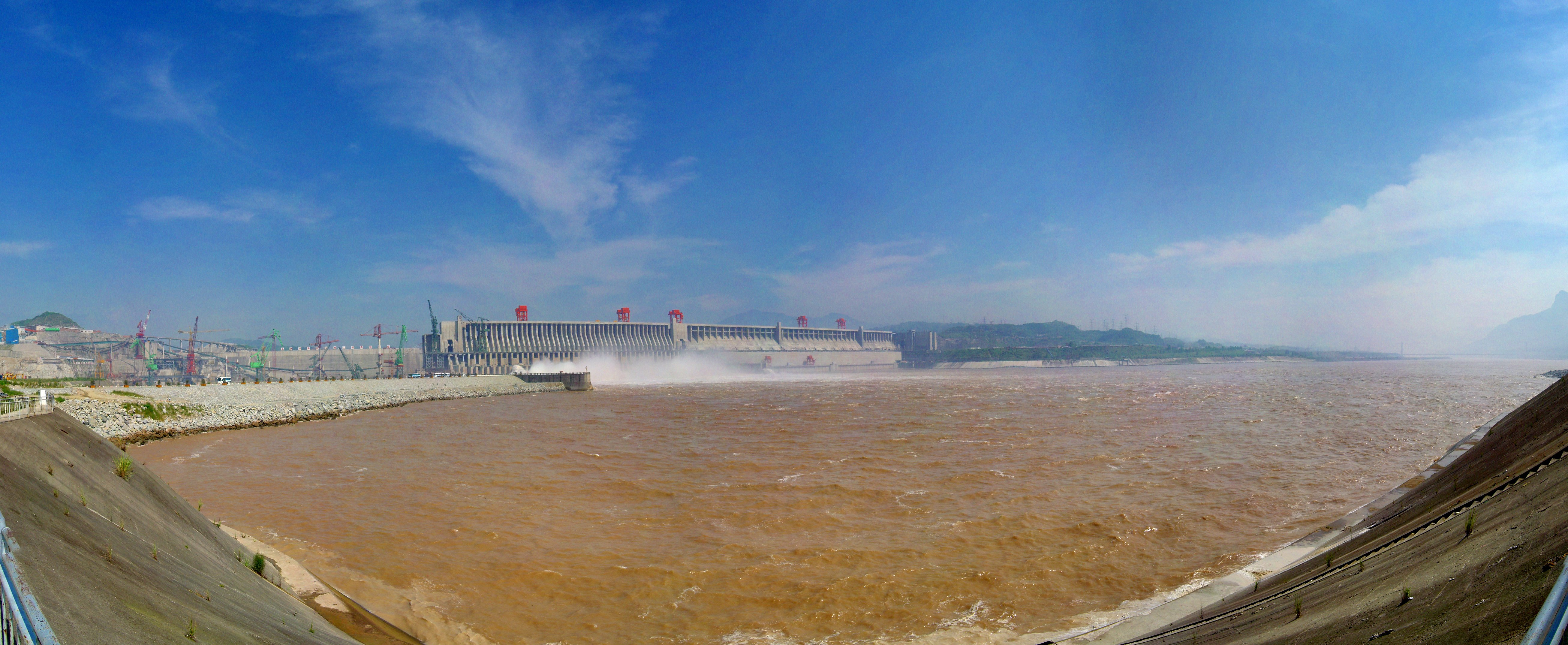
Presa de les Tres Gorgues

### Carbó
| Electricitat del carbó a la Xina (TWh) | Electricitat del carbó a la Xina (TWh) | Electricitat del carbó a la Xina (TWh) | Electricitat del carbó a la Xina (TWh) |
|                                        | Electricitat del carbó                 | Total                                  | %                                      |
| -------------------------------------- | -------------------------------------- | -------------------------------------- | -------------------------------------- |
| 2004                                   | 1.713                                  | 2.200                                  | 78%                                    |
| 2007                                   | 2.656                                  | 3.279                                  | 81%                                    |
| 2008                                   | 2.733                                  | 3.457                                  | 79%                                    |
| 2009                                   | 2.913                                  | 3.696                                  | 79%                                    |
| 2010                                   | 3.273                                  | 4.208                                  | 78%                                    |
| s'exclou Hong Kong (Xina)              |                                        |                                        |                                        |

Actualment Xina produeix prop de dos terços de la seva energia elèctrica en estacions d'energia a força de carbó. Aquesta indústria progressa amb la construcció de 562 plantes d'energia que estaran funcionant en els propers anys. El juny de 2007 es va informar que aproximadament cada setmana s'inauguraven dues plantes noves.

### Energia Renovable a la Xina
Xina és el líder en producció d'energia renovable al món amb una capacitat instal·lada de 152 giga watts Xina ha estat invertint de manera considerable a l'àrea de l'energia renovable en els últims anys. En 2007, la inversió total en energia renovable va ser de 12 mil milions de dòlars, succeint a Alemanya en segon lloc i esperant obtenir el primer lloc per a l'any 2009. A més Xina és el major productor de turbines d'aire i panells solars. Aproximadament el 7% de l'energia produïda a la Xina durant el 2006, va provenir dels recursos renovables, una xifra que apunta aconseguir el 10% en el 2010 i un 16% en el 2020. El major recurs renovable a la Xina és l'energia hidroelèctrica. En el 2009 la producció d'energia hidroelèctrica a la Xina va ser d'1,231.2 milions de quilowatts, constituint un 16,6% de tota la seva energia elèctrica generada. La nació té la major capacitat hidroelèctrica del món, i les tres represas Gorges es projecten com les estacions hidroelèctriques més grans del món amb una capacitat total de 22.5 giga watts. S'espera que estiguin funcionant al seu màxim nivell en el 2011.

### Energia Nuclear
Durant el 2009, Xina tenia tres unitats d'energia nuclear amb una capacitat elèctrica total de 6.99 giga watts i una producció total de 109.6 milions de quilowatts, calculant un 1,9% del total de la producció de l'energia elèctrica del país. Existeixen plans per incrementar la capacitat i el percentatge d'energia nuclear, causant que el total de la producció d'energia elèctrica arribi a 75 giga watts i a un 4% per a l'any 2020 respectivament. Els plans tracten d'augmentar la capacitat a 160 giga watts (o sigui un 16%) pel 2030.

### Electrificació rural
El Programa d'Electrificació Rural planeja proveir energia elèctrica renovable a 3.5 milions d'habitatges en deu mil llogarets per completar el Programa d'Electrificació Rural de 2005. Est és per ser desenvolupat en una electrificació rural plena a força d'energia renovable per a l'any 2015.

## Els combustibles fòssils

### Carbó
| Carbó a la Xina (Mt)      | Carbó a la Xina (Mt) | Carbó a la Xina (Mt) | Carbó a la Xina (Mt) |
|                           | Producció            | Importació neta      | Disponibilitat neta  |
| ------------------------- | -------------------- | -------------------- | -------------------- |
| 2005                      | 2.226                | -47                  | 2.179                |
| 2008                      | 2.761                | nd                   | 2.761                |
| 2009                      | 2.971                | 114                  | 3.085                |
| 2010                      | 3.162                | 157                  | 3.319                |
| 2011                      | 3.576                | 177                  | 3.753                |
| s'exclou Hong Kong (Xina) |                      |                      |                      |

Xina és el major productor de carbó del món i ocupa el tercer lloc en les quantitats de reserves de carbó. És aproximadament autosuficient en carbó, amb una producció de 2.38 bilions de tones i un consum de 2.37 bilions de tones en 2006 27. Xina solia ser un important exportador de carbó, però la seva exportació està disminuint i aviat pot convertir-se en un importador net.

### Petroli
Encara que la Xina segueix sent un important productor de petroli cru, va esdevenir un importador de petroli en la dècada de 1990. En 2002, la producció anual de petroli cru va ser 1,298,000,000 barrils, i el consum anual de petroli cru va ser 1,670,000,000 barrils. En 2006, va importar 145 milions de tones de petroli cru, amb un 47% del seu consum total de petroli. Tres companyies petrolieres de propietat estatal ? Sinopec i CNPC, CNOOC i ? dominen el mercat nacional.
Xina va anunciar el 20 de juny de 2008 que es planeja augmentar els preus de la gasolina, el dièsel i el queroseno d'aviació. Aquesta decisió semblava reflectir una necessitat de reduir l'insosteniblement alt nivell de les subvencions d'aquests combustibles, donada la tendència mundial en el preu del petroli.

## Les fonts renovables d'energia
Encara que la majoria de l'energia renovable a la Xina és d'energia hidroelèctrica, altres fonts d'energia renovables es troben en ràpid desenvolupament. En 2006, un total de 10 milions de dòlars s'havien invertit en energies renovables, després d'Alemanya 31.

### Biocombustibles
En 2006, 16 milions de tones de blat de moro s'han utilitzat per produir etanol. No obstant això, a causa que els preus dels aliments a la Xina van augmentar considerablement durant l'any 2007, Xina ha decidit prohibir l'expansió de la indústria de l'etanol de blat de moro.
El 7 de febrer, un portaveu de l'Administració Estatal Forestal va anunciar que 130.000 quilòmetres quadrats (50.000 milles quadrades) es dedicarien a la producció de biocombustibles. En virtut d'un acord aconseguit amb PetroChina el gener de 2007, 400 quilòmetres quadrats de Jatropha curcas es conrea per a la producció de biodièsel. Els governs locals també estan desenvolupant projectes de llavors oleaginosas. Existeix la preocupació que aquesta evolució pot donar a lloc greus danys ambientals.

### Energia solar
Xina ha esdevingut el major consumidor mundial d'energia solar. És el major productor d'escalfadors solars d'aigua, que representa el 60 per cent de la capacitat mundial d'escalfament d'aigua i els escalfadors instal·lats s'estimen en un total de 30 milions de llars. La producció Fotovoltaica Solar a la Xina també està en desenvolupament ràpidament. En 2007, el 0.82 GW d'energia solar fotovoltaica va ser produïda, en segon lloc només després del Japó.
Com a part del pla d'estímuls «Golden Sun», anunciat pel govern en 2009, diversos desenvolupaments i projectes es van convertir en part de les fites per al desenvolupament de la tecnologia solar a la Xina. Aquests inclouen l'acord signat per LDK per a un projecte de 500 MW solars, una nova prima planta solar desenvolupada per Anwell Technologies a la província de Henan utilitzant la seva pròpia tecnologia d'energia solar i el projecte de centrals solars en el desert, liderada per First Solar i Ordos City. L'esforç per impulsar l'ús d'energia renovable a la Xina es va assegurar més després de la intervenció del President de la Xina, emès en el Cim del Clima de l'ONU el 22 de setembre de 2009 a Nova York, prometent que la Xina planeja obtenir el 15% de la seva energia de fonts renovables dins d'una dècada. Xina està utilitzant l'energia solar en habitatges, edificis i automòbils.

### Energia eòlica
La capacitat total d'energia eòlica de la Xina es troba en 2.67 GW en 2006. El govern xinès havia planejat 5 GW de capacitat de generació eòlica per a l'any 2010, i 30 GW de capacitat en 2020 39. Però l'objectiu de 5 GW es va complir ja en 2007. A la fi de 2007, els 202 projectes eòlics de la Xina tenien una capacitat total de 6.05 GW, amb una taxa de creixement anual del 95%. La meta 2010 es va revisar a 10 GW i per 2020 a 100 GW. No obstant això, en 2008, la capacitat d'energia eòlica a la Xina va aconseguir un 12.2 GW, situant-se a la cambra del món després dels EUA, Alemanya i Espanya.

## La Conservació d'Energia.

### Pla General de Treball per a la Conservació d'Energia.
El Pla General de Treball per a la Conservació d'Energia i Reducció de la Contaminació busca retallar el consum d'energia per unitat bruta de productes de productes domèstics (intensitat d'energia) per un 20% en el curs del 11vo pla de cinc anys el qual acaba en el 2010, així com reduir la descàrrega dels majors contaminants en un 10%. El pla va ser presentat en el 2007, després que l'objectiu de reduir en un 4% la intensitat d'energia pel 2006 no anés aconseguit i totes les companyies i governs, locals i nacionals, van ser cridats a proposar plans detallats per complir abans del 30 de juny del 2007. El 2006, la reducció aconseguida va ser d'1,2%.
La implementació involucrarà una varietat de mesures, incloent l'increment en l'ús d'energia renovable, revisió del preu dels recursos d'energia primària i electricitat, restriccions sobre l'exportació de productes d'alt consum d'energia i altament contaminants i incentius aranzelaris per a projectes no-contaminants. Els Governs central i locals canviessin a il·luminació de baix consum d'energia i seran obligats a adquirir solament els més eficients i ecològics equips elèctrics.
Els funcionaris han estat advertits que la violació de les lleis de reducció del conservació d'energia i protecció del medi ambient seran actes criminals, mentre que el fracàs a aconseguir els objectius seran presos en compte en l'avaluació de rendiment per a funcionaris i lideris d'empreses.

### Calefacció i aire condicionat
Una circular del Consell Estatal publicada el 3 de juny de 2007 restringeix la temperatura dels aires condicionats en edificis públics a no menys de 26 °C a l'estiu (78 °F) i no més de 20 °C (68 °F) a l'hivern. La venda d'unitats d'aires condicionats ineficients ha estat també prohibida.